# Paradelphomyia (Oxyrhiza) flavescens
Paradelphomyia (Oxyrhiza) flavescens is een tweevleugelige uit de familie steltmuggen (Limoniidae). De soort komt voor in het Oriëntaals gebied.